# Tracheloptychus madagascariensis
Tracheloptychus madagascariensis is een hagedis uit de familie van schildhagedissen (Gerrhosauridae), die endemisch voorkomt op Madagaskar.